# Drávaszilas
Drávaszilas (horvátul: Podbrest) falu Horvátországban Muraköz megyében. Közigazgatásilag Drávadióshoz tartozik.

## Fekvése
Csáktornyától 11 km-re délkeletre a Dráva bal partján fekszik.

## Története
A települést 1478-ban a csáktornyai uradalomhoz tartozó falvak felsorolásában említik először. Hunyadi Mátyás Ernuszt János budai nagykereskedőnek és bankárnak adományozta, aki megkapta a horvát báni címet is. 1501-ben említik a falu Szent István tiszteletére szentelt plébániatemplomát. 1540-ben a csáktornyai Ernusztok kihalása után az uradalom rövid ideig a Keglevich családé. 1546-ban I. Ferdinánd király adományából a Zrínyieké lett. 
Miután Zrínyi Pétert 1671-ben felségárulás vádjával halálra ítélték és kivégezték minden birtokát elkobozták, így a birtok a kincstáré lett.  1715-ben III. Károly a Muraközzel együtt gróf Csikulin Jánosnak adta zálogba. Az 1715. évi adóösszeírásban Pobresz néven szerepel nyolc adózóval. A király 1719-ben szolgálatai jutalmául elajándékozta Althan Mihály János cseh nemesnek. 1791-ben gróf Festetics György vásárolta meg és ezután 132 évig a tolnai Festeticsek birtoka volt.
Vályi András szerint "  PODBREST. Horvát falu Szala Vármegyében, földes Ura Gróf Álthán Uraság, lakosai katolikusok, fekszik Szoboticzának szomszédságában, mellynek filiája, határja is hozzá hasonlító. " 
1857-ben 320 lakost számláltak a településen. 1861-ben a közigazgatás átszervezése során Drávadiós községhez csatolták.1910-ben 569, túlnyomórészt horvát lakosa volt. 1920 előtt Zala vármegye Perlaki járásához tartozott, majd a délszláv állam része lett. 1941 és 1945 között ismét Magyarországhoz tartozott. A háború után közigazgatásilag Csáktornyához és Kisszabadkához is tartozott. 1997-óta újra Drávadiós község része. 2001-ben 698 lakosa volt.

## Nevezetességei
- A falu új Szűz Mária Királynő kápolnáját 2003. augusztus 22-én szentelték fel.
- Nepomuki Szent János kápolna.